# دولت مالزی
دولت مالزی (به مالایی: Kerajaan Persekutuan Malaysia) به دولت فدرال یا دولت ملی مستقر در کوالالامپور و منطقه فدرال پوتراجایا اشاره دارد. کشور مالزی فدراسیونی از ۱۳ ایالت می‌باشد، که توسط پادشاهی مشروطه مدیریت می‌شود و در نظام وستمینستر، به عنوان یک دموکراسی نیابتی طبقه‌بندی می‌شود. دولت فدرال مالزی بر پایه اصل تفکیک قوا، از سه شاخه: مجریه، مقننه و قضائیه تشکیل شده است.